# Toshiaki Tsushima
Toshiaki Tsushima (津島 利章?, Tsushima Toshiaki; 22 maggio 1936 – 25 novembre 2013) è stato un musicista e autore di colonne sonore giapponese.

## Biografia
Famoso per le colonne sonore dei film dello Shaw Scope ed in particolare per i film di Shigehiro Ozawa, della serie su Takuma "Terry" Tsurugi (Gekitotsu! Satsujin ken). Recentemente le sue musiche sono state riutilizzate da un cultore del genere dei film di arti marziali, Quentin Tarantino, che ha usato molti brani composti dall'autore in Kill Bill.

## Filmografia parziale

### Cinema
- Kuroi tsume, regia di Kôsaku Yamashita (1964)
- Sanbiki no samurai, regia di Hideo Gosha (1964)
- Kedamono no ken, regia di Hideo Gosha (1965)
- Girl Boss Guerilla (Sukeban gerira), regia di Norifumi Suzuki (1972)
- Lotta senza codice d'onore (Jingi naki tatakai), regia di Kinji Fukasaku (1973)
- Satsujin ken 2, regia di Shigehiro Ozawa (1974)
- Gyakushû! Satsujin ken, regia di Shigehiro Ozawa (1974)
- Shin jingi naki tatakai, regia di Kinji Fukasaku (1974)
- Karate Kiba (Bodigaado Kiba), regia di Simon Nuchtern (1976)
- Yagyū Ichizoku no Inbō, regia di Kinji Fukasaku (1978)
- I due campioni dello Shaolin (Shao Lin yu Wu Dang), regia di Chang Cheh (1980)

### Televisione
- Zenigeta heiji - serie TV (1966)